# 美深町営軌道
美深町営軌道（びふかちょうえいきどう）は、かつて北海道美深町にあった簡易軌道。

## 概要
1935年に宗谷本線の美深駅から仁宇布二十五線までを結ぶ殖民軌道仁宇布線として開業。当初は馬力に頼っており、木材輸送が目的であった。
1942年には北海道庁の拓殖部殖民課から林務部地方林課へ無償貸与し、仁宇布森林軌道となった。
1944年より蒸気機関車やガソリン機関車（戦後ディーゼル化）を投入し、近代化を図る。戦後は北海道林務部道有林課の美深林務署への所轄変更に伴い、美深森林鉄道と名乗っていた。
1956年にトラック輸送へ切り替えて木材輸送を廃止、その際に美深駅 - 仁宇布駅間以外の支線は撤去、1957年から町営になり美深町営軌道として運行を開始した。しかし、並行して日本国有鉄道の美幸線が敷設されることになり、路線が競合する部分も出てきたため、1963年に廃止となった（実際には1962年10月をもって運行終了）
美深町営軌道時代は毎年5月下旬から10月下旬まで運行し、冬季は運休していた。1962年の運行ダイヤは1日2往復で、下りは美深6:30 - 仁宇布8:15、美深15:00 - 仁宇布16:45、上りは仁宇布8:30 - 美深10:10、仁宇布17:00 - 美深18:40だった。
美深町営軌道廃止後は名士バスによる路線バスが1日2往復運行したが、4月から10月までの運行で、冬季は運休した。路線バスは美幸線開業までの1963年と1964年の2シーズン運行した。

## 路線データ
廃止時
- 路線距離：美深 - 仁宇布間21.516km
- 軌間：762mm
- 動力：馬鉄、蒸気機関車、ガソリン機関車、ディーゼル機関車

## 沿革
- 1935年（昭和10年）6月19日 殖民軌道実行組合（運行組合）の手で、美深駅 - 仁宇布駅間（21.396km）開業
- 1942年（昭和17年）3月13日  仁宇布森林軌道に変更
- 1944年（昭和19年） 仁宇布駅 - 三十線駅間（3.660km）開業
- 1949年（昭和24年）幌内越線（4.007km）新設
- 1950年（昭和25年）29線支線（1.365km）新設
- 1951年（昭和26年）29線支線を延長（2.015km）、27線支線（2.1km）新設
- 1952年（昭和27年）仁宇布森林軌道（本線）を延長（0.519km）
- 1956年（昭和31年）9月 仁宇布森林軌道廃止、支線を撤去
- 1957年（昭和32年）4月1日 美深町営軌道仁宇布線に変更
- 1963年（昭和38年）3月4日 廃止告示[4]（実際は前年の冬到来とともに運転終了）

## 停留所一覧
- 美深駅（びふか）
- 七郷駅（ななごう）
- 辺渓駅（ぺんけ）
- 緑泉駅（ろくせん）
- 清瀬駅（きよせ）
- 仁宇布駅（にうぷ）
- 三十線駅（さんじゅっせん）